# Parepisparis humboldti
Parepisparis humboldti är en fjärilsart som beskrevs av Soble och Edwards 1989. Parepisparis humboldti ingår i släktet Parepisparis och familjen mätare. Inga underarter finns listade i Catalogue of Life.